# Frederik Rodenberg
Pour les articles homonymes, voir Madsen.

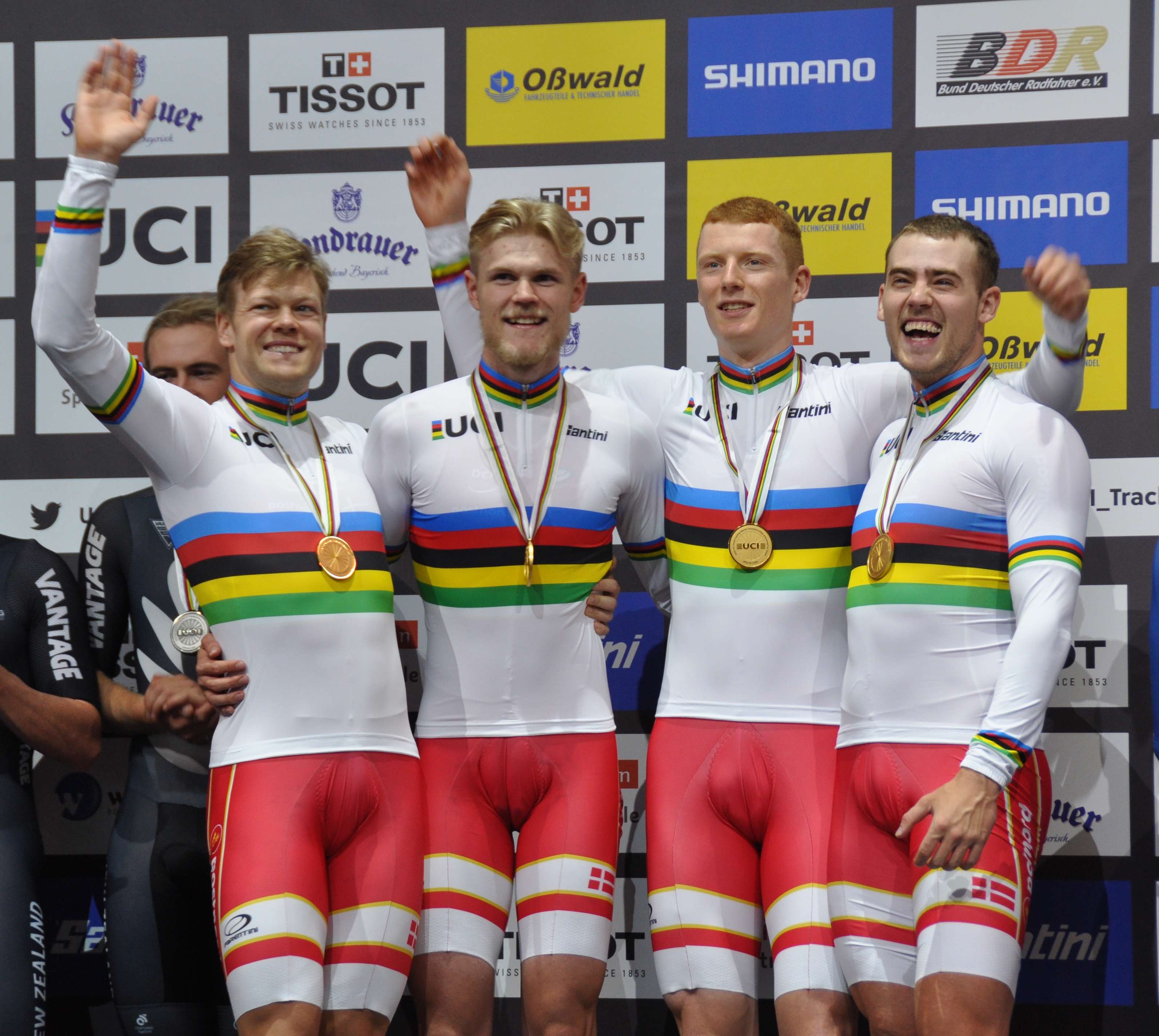
Les champions du monde de poursuite par équipes de 2020 (de gauche à droite) : Lasse Norman Hansen, Julius Johansen, Frederik Rodenberg et Rasmus Pedersen.

Frederik Rodenberg Madsen, né le 22 janvier 1998 à Værløse, est un coureur cycliste danois. Il court sur piste et sur route. 
Spécialiste de la poursuite sur piste, il est notamment champion du monde de poursuite par équipes en 2020, 2023 et 2024, et champion d'Europe de poursuite par équipes en 2019. Il compte également deux médailles olympiques sur cette discipline.

## Biographie
En 2015, Frederik Madsen participe aux championnats d'Europe sur piste juniors (moins de 19 ans) et remporte la médaille d'argent en poursuite par équipes avec le quatuor danois (Niklas Larsen, Rasmus Lund Pedersen et Tim Vang Cronqvist). 
L'année suivante, il participe à ses premières compétitions avec les élites et il est retenu aux championnats du monde à Londres, où l'équipe danoise de poursuite (avec Lasse Norman Hansen, Niklas Larsen, Casper von Folsach et Rasmus Christian Quaade) prend la médaille de bronze,. La même année, Madsen est champion du Danemark sur route juniors et vice-champion du Danemark du contre-la-montre juniors. Également en 2016, il est sélectionné pour participer aux Jeux olympiques de Rio de Janeiro sur la poursuite par équipes. Avec Lasse Norman Hansen, Rasmus Christian Quaade, Niklas Larsen, Casper von Folsach et Casper Pedersen, il remporte la médaille de bronze olympique.
Aux mondiaux sur piste 2018 à Apeldoorn, il est vice-champion du monde de poursuite par équipes avec Julius Johansen, Niklas Larsen et Casper von Folsach. Après une blessure de près d'un an, il remporte la course Eschborn-Francfort espoirs en 2019. La même année, il devient champion d'Europe de poursuite par équipes. De plus, il fait partie du quatuor danois qui remporte deux courses de la Coupe du monde de cyclisme sur piste 2019-2020. L'année suivante, il devient champion du monde de poursuite par équipes et établit avec ses coéquipiers un nouveau record du monde en 3 minutes et 44,672 secondes au vélodrome de Berlin. 
Aux Jeux olympiques de Tokyo disputés en août 2021, les Danois sont considérés comme favoris sur la poursuite par équipes, mais doivent se contenter de l'argent face à l'Italie de Filippo Ganna. Après ces Jeux, il décide de faire le saut vers le World Tour, avec l'équipe néerlandaise Team DSM, après deux ans chez Uno-X Pro, pensant pouvoir faire carrière en tant que sprinteur sur route. Cependant, ses deux années au sein de l'équipe néerlandaise sont décevantes, en raison de graves blessures. En août 2023, il décroche un deuxième titre de champion du monde de poursuite par équipes.
En 2024, il retourne dans son pays au sein de l'équipe continentale CO:PLAY-Giant Store, avec comme objectif de participer à ses troisièmes Jeux olympiques. Il n'est finalement pas sélectionné en raison d'une blessure au genou. En octobre 2024, à domicile, il remporte son troisième titre mondial sur la poursuite par équipes, après ceux obtenus en 2020 et 2023. Après cette nouvelle médaille d'or, il annonce abandonner le cyclisme sur route et se concentrer exclusivement sur la piste. Il explique : « Je ne vais pas faire de courses sur route. Peut-être pour m'amuser, mais je ne vais pas poursuivre ma carrière professionnelle sur la route. C'est fini, parce que je ne veux plus avoir d'accidents. J'ai peur des blessures permanentes, plus que je n'en ai déjà eu ».

## Palmarès sur piste

### Jeux olympiques
| Édition / Épreuve | Poursuite par équipes |
| Rio 2016          | Bronze                |
| Tokyo 2020        | Argent                |

### Championnats du monde
| Édition / Épreuve | Poursuite par équipes                             |
| Londres 2016      | Bronze                                            |
| Hong Kong 2017    | 10e                                               |
| Apeldoorn 2018    | Argent                                            |
| Berlin 2020       | Or (avec Norman Hansen, Johansen et Pedersen)     |
| Glasgow 2023      | Or (avec Norman Leth, Bévort, Larsen et Pedersen) |
| Ballerup 2024     | Or (avec Hansen, Bévort, Larsen et Pedersen)      |

### Coupe du monde
- 2015-2016
  - 2e de la poursuite par équipes à Hong Kong
- 2016-2017
  - 1er de la poursuite par équipes à Cali (avec Niklas Larsen, Julius Johansen et Casper Pedersen)
- 2019-2020
  - 1er de la poursuite par équipes à Minsk (avec Julius Johansen, Rasmus Pedersen et Lasse Norman Hansen)
  - 1er de la poursuite par équipes à Glasgow (avec Julius Johansen, Rasmus Pedersen et Lasse Norman Hansen)

### Coupe des nations
- 2024
  - 1er de la poursuite par équipes à Hong Kong (avec Tobias Hansen, Robin Skivild et Lasse Norman Leth)

### Championnats d'Europe
| Édition / Épreuve      | Poursuite par équipes                         |
| Athènes 2015 (juniors) | Argent                                        |
| Apeldoorn 2019         | Or (avec Norman Hansen, Johansen et Pedersen) |
| Apeldoorn 2024         | Argent                                        |

### Championnats du Danemark
- 2013
  - 2e de l'omnium juniors
  - 3e du scratch juniors
- 2014
  -  Champion du Danemark du kilomètre juniors
- 2015
  -  Champion du Danemark du kilomètre juniors
  - 2e de la poursuite par équipes juniors
- 2016
  -  Champion du Danemark de course à l'américaine (avec Casper von Folsach)
- 2020
  -  Champion du Danemark de course à l'américaine (avec Niklas Larsen)

## Palmarès et classements sur route

### Palmarès par années
- 2015
  - Prologue et 1re étape du Youth Tour
  - 2e étape du  Tour de Himmelfart Juniors
  - 2e du championnat du Danemark sur route juniors
- 2016
  -  Champion du Danemark sur route juniors
  - 4e étape du Tour de Himmelfart Juniors
  - 2ea étape du Keizer der Juniores (contre-la-montre)
  - 2e du championnat du Danemark du contre-la-montre juniors
- 2017
  -  Champion du Danemark du contre-la-montre par équipes
  - 2e étape du Paris-Arras Tour
- 2019
  -  Champion du Danemark sur route espoirs
  - Eschborn-Francfort espoirs
  - Skive-Løbet
  - 2e du championnat du Danemark du contre-la-montre par équipes
- 2020
  - 2e étape du Bałtyk-Karkonosze Tour

### Classements mondiaux
| Année                                 | 2017  | 2018 | 2019 | 2020  | 2021 | 2022 | 2023  |
| ------------------------------------- | ----- | ---- | ---- | ----- | ---- | ---- | ----- |
| Classement mondial                    | 1500e | nc   | 649e | 1197e | nc   | nc   | 3087e |
| UCI Europe Tour                       | 956e  | nc   | 482e | 923e  | nc   | nc   | nc    |
|                                       |       |      |      |       |      |      |       |
| Légende : nc = non classéSource : UCI |       |      |      |       |      |      |       |

## Récompenses
- Sportif danois de l'année en 2020